# Marie-Josée Frank
Marie-Josée Meyers-Frank, més coneguda com a Marie-Josée Frank, (Echternach, 12 d'abril de 1952) és una política luxemburguesa, militant del Partit Popular Social Cristià (CSV) des de 1994.
Des de les eleccions legislatives de 1999 és membre de la Cambra de Diputats per la circumscripció de l'Est, quan va aconseguir quatre vots més que Nicolas Strotz per ser tercera a la llista del partit a la circumscripció (en la que justament tres representants van obtenir l'escó). Durant cinc anys va mantenir la posició de diputada però a les eleccions legislatives de 2004 va perdre aquest tercer lloc en favor de Lucien Clement, mentre que el partit no va poder habilitar un quart lloc a la circumscripció. No obstant això, l'elecció de Fernand Boden i Octavie Modert al nou govern, deixà vacant aquestes places, permetent-li ser novament membre de la Cambra de Diputats des del 3 d'agost de 2004 fins ara.
Fou alcaldessa de Betzdorf de l'1 de gener de 1999 fins al 2011, havent estat membre del consell comunal des de l'1 d'agost de 1996.